# Arthur Nikisch

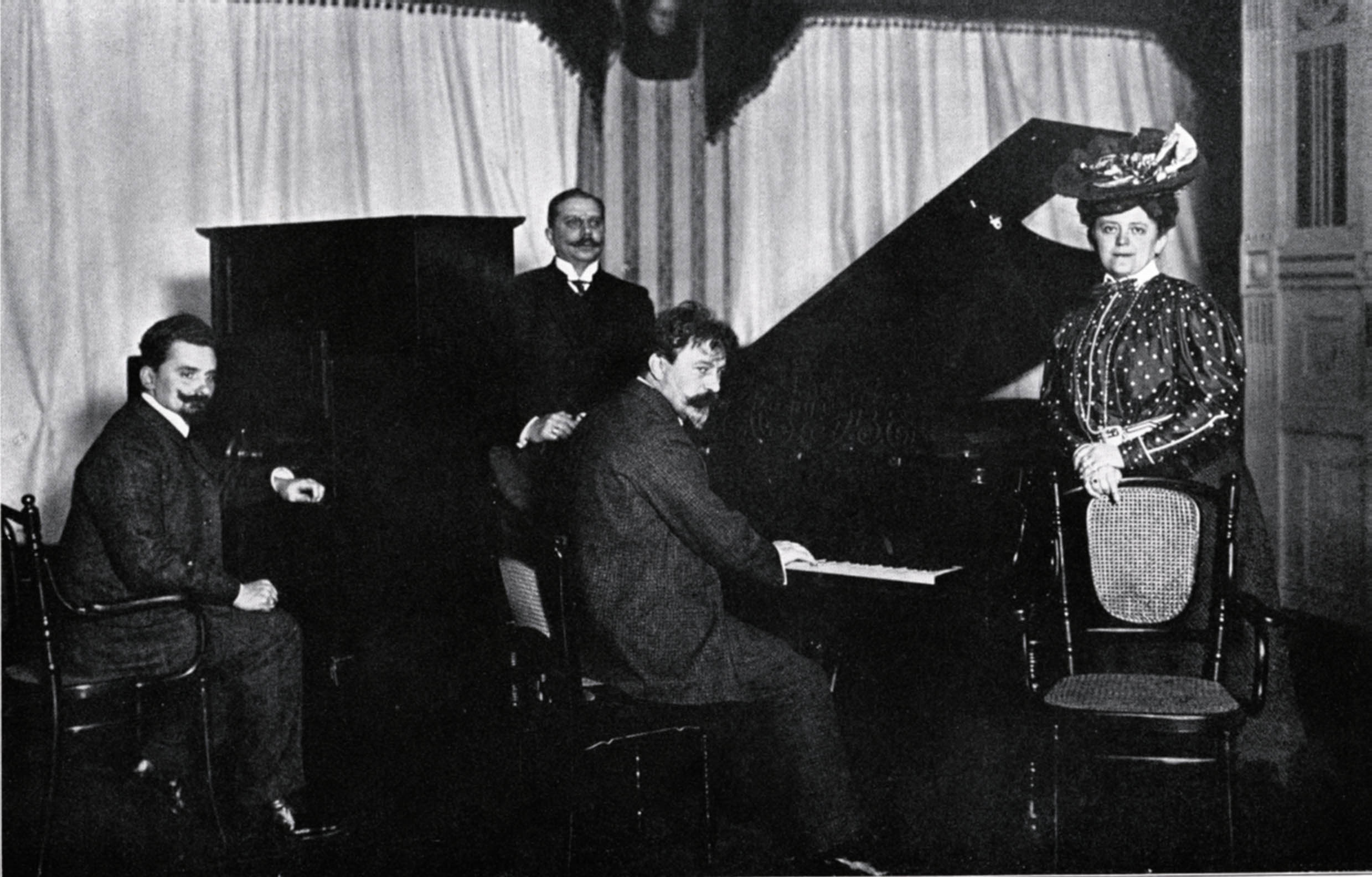
Arthur Nikisch gravando para a Welte-Mignon no estúdio da companhia em Lepzig, no dia 19 de fevereiro de 1906.

Arthur Nikisch (Lébényi Szentmiklós, 12 de outubro de 1855 — Leipzig, 23 de janeiro de 1922) foi um maestro húngaro que se apresentou internacionalmente, ocupando cargos em Boston, Londres, Leipzig e - o mais importante - Berlim. Ele foi considerado um excelente intérprete da música de Bruckner, Tchaikovsky, Beethoven e Liszt. Johannes Brahms elogiou o desempenho de Nikisch em sua Quarta Sinfonia com "bastante exemplar, é impossível ouvi-lo melhor".

## Biografia
Nikisch nasceu na cidade de Lébényi Szentmiklós, filho de pai húngaro  e mãe morávia. Estudou no Conservatório de Viena, onde ganhou prêmios por composição e por performances no violino e no piano. Todavia, conseguiu maior parte de sua fama como maestro.
Em 1877, mudou-se para Leipzig, onde tornou-se regente titular da Ópera de Leipzig em 1879. Apresentou a première da Sétima Sinfonia de Bruckner em 1884.
Mais tarde, tornou-se regente da Orquestra Sinfônica de Boston, e depois, em 1895, sucedeu Carl Reinecke como diretor da Orquestra Gewandhaus de Leipzig. No mesmo ano, assumiu os postos de regente titular e diretor artístico da Orquestra Filarmônica de Berlim, mantendo-se nos dois postos até sua morte.
Foi um pioneiro em diversos sentidos. Em 1912, Nikisch levou a Sinfônica de Londres para se apresentar nos Estados Unidos, tornando-a a primeira orquestra européia a pisar em solo estadunidense. Já em 1913, ele realizou a primeira gravação comercial de uma sinfonia completa, a Quinta Sinfonia de Beethoven, com a Filarmônica de Berlim.
Arthur Nikisch morreu em Leipzig no ano de 1922, estando enterrado lá. Imediatamente após sua morte, uma praça da cidade foi renomeada como Nikischplatz em sua homenagem. Em 1974, a cidade criou o "Prêmio Arthur Nikisch" para jovens regentes.

É tido como um dos fundadores da regência moderna. Seu estilo de reger foi bastante admirado por Leopold Stokowski, Arturo Toscanini, Sir Adrian Boult, e Fritz Reiner, entre outros. Sobre ele, Reiner disse:
"Foi Nikisch que me disse que eu nunca deveria sacudir meus braços enquanto regia e que eu deveria usar meus olhos para sugerir."